# Кінг (Онтаріо)
Кінґ (англ. King) — містечко (333,04 км²) в провінції Онтаріо у Канаді в регіоні Йорк.  
Місто налічує 19 487 мешканців (2006) (58,5/км²).
Місто — частина промислового району, званого «Золотою підковою» (англ. Golden Horseshoe).

## Особливості
- «Золота підкова» — (англ. Golden Horseshoe)